# .si
.si es el dominio de nivel superior geográfico (ccTLD) para Eslovenia.